# Babette van Veen
Babette van Veen (Utrecht, 30 april 1968) is een Nederlands actrice en zangeres. Ze kreeg bij het grote publiek vooral naamsbekendheid door haar rol als Linda Dekker in de soap Goede tijden, slechte tijden.

## Biografie
Babette van Veen is de dochter van Herman van Veen en Marijke Hoffman. Na de scheiding van haar ouders groeide ze op in Breukelen bij haar moeder en stiefvader. Na haar middelbare school studeerde ze aan de Kleinkunstacademie in Antwerpen.

## Loopbaan als actrice

### Televisie
Van Veen is vooral bekend geworden met haar rol als Linda Dekker in Goede tijden, slechte tijden. Van Veen speelde de rol van 1 oktober 1990 tot 2 januari 1998. Na deze rol speelde Van Veen de rol van Annette van Dobbenburgh in Combat. Eind 2005 keerde Van Veen voor drie maanden terug als Linda Dekker in Goede tijden, slechte tijden. In 2015 keerde Van Veen opnieuw terug als Linda in GTST. Deze keer nam "Linda" haar zoon en (uiteindelijk ook haar) dochter mee. Eind 2021 werd ze ontslagen; Van Veen keerde echter in juli 2022 weer terug in de soap.
Eerder speelde Van Veen ook al de rol van Willeke de Vries in de Vlaamse soap Familie (VTM, 1994-1995).
In het najaar van 2006 deed ze mee in Dancing on Ice, een coproductie van VTM en RTL 4. Ze lag er na de tweede aflevering uit, na de skate-off tegen John Williams.
In 2011 speelde Van Veen ook mee in Raveleijn als Sophie Woudenberg. In het najaar van 2012 kreeg Van Veen de rol van Inge Bakker in VRijland. Van Veen moest onverwacht stoppen na één seizoen, nadat de actrice die haar dochter speelde, besloot te stoppen. Hierdoor was er geen inhoud meer voor haar rol.

### Film
Van Veen speelde in verschillende films: Blueberry Hill, Brylcream Boulevard en de door haar vader geregisseerde film Nachtvlinder. Ze speelde hierin naast onder anderen Karin Bloemen en Ramses Shaffy. In Joris en Boris en het Geheim van de Tempel speelde Van Veen de rol van hogepriesteres Kathiakasos.

### Musical en theater
Vanaf 5 september 2002 tot en met 3 mei 2003 speelde Van Veen de rol van Jasmine in de musical Aladdin. In datzelfde jaar en opvolgend speelde ze een rol in de rondreizende muzikale theatershow De Kameleon Ontvoerd. Hierin vertolkte zij de rol van Mem Klinkhamer, het personage van de gelijknamige boeken van auteur Hotze de Roos dat in de films werd gespeeld door Dominique van Vliet. In 2009 speelde ze de rol van Marjorie Houseman in Dirty Dancing. Het seizoen daarna toerde zij met een eigen liedjesprogramma langs diverse theaters. In 2012 toerde ze samen met Mike Boddé, Thomas van Luyn en Frits Lambrechts in de de nieuwe Mike & Thomas Kerstrevue. In 2013 vervangt ze Marieke Klooster in Vrouw Holland. Vanaf najaar 2024 speelt van Veen afwisselend met Renée Fokker de rol van moeder Anna Zegers in '40-'45, de musical. 
Na een tijdje “buiten beeld” te zijn geweest is ze in 2020 te zien in een reclamespot van NOVASOL.

## Filmografie

### Film
- 1989: Blueberry Hill, als Cathy van Bloemendael
- 1991: Reisgeld in Natura, als halfzus van Vivi
- 1995: Brylcream Boulevard, als Cathy van Bloemendael
- 1998: Goede tijden, slechte tijden: De reünie, als Linda Dekker
- 1999: Nachtvlinder, als Sarah Mogèn
- 2004: De Kameleon Ontvoerd, als Mem Klinkhamer
- 2011: Sintercity, als juf
- 2012: Joris en Boris en het Geheim van de Tempel, als Kathiakasos

### Televisie

#### Als actrice
- 1977: De wonderlijke avonturen van Herman van Veen, als vioolstudent
- 1989: Alfred J. Kwak, als muis in het kasteel (stemrol)
- 1990–1998 • 2005–2006 • 2015–heden: Goede tijden, slechte tijden, als Linda Dekker
- 1990: 12 steden, 13 ongelukken, als Gertie
- 1994-1995: Familie, als Willeke de Vries
- 1996: Baantjer, als Chantal
- 1998: Combat, als Annette van Dobbenburgh
- 2011: Raveleijn, als Sophie Woudenberg
- 2012: VRijland, als Inge
- 2014: Het Sinterklaasjournaal, als juf Astrid

#### Overig
- 1996-1997: Call TV, presentatie met Guusje Nederhorst
- 2006: Dancing On Ice, kandidaat
- 2009: Ranking the Stars, panellid
- 2012: De Jongens tegen de Meisjes, kandidaat
- 2012: De schat van de Oranje, verliezend finalist
- 2016: Het zijn net mensen, kandidaat
- 2017: Keep It Cool, kandidaat
- 2020: The Masked Singer, kandidaat als de Vlinder
- 2021: Het Jachtseizoen, winnend duo met Katja Schuurman
- 2022: De gevaarlijkste wegen van de wereld, deelneemster
- 2022: De Verraders, getrouwe
- 2022: Het perfecte plaatje in Argentinië, kandidaat

## Loopbaan als zangeres
Daarnaast maakte Van Veen samen met GTST-collega's Guusje Nederhorst en Katja Schuurman deel uit van de meidenband Linda, Roos & Jessica. Hiermee zong ze de nummer 1-hit Ademnood (1995), gevolgd door nog een paar hits, zoals Alles of niets, Lange nacht, Druppels en 1999 X. Na drie jaar werd de groep alweer opgeheven.
Van Veen begeleidde verschillende artiesten met haar eigen (cover)band Rent A Vip, met als bezetting Lana Wolf, Gonny Buurmeester, Marcel Dorenbos, Oscar Kraal en Bobby Jacobs.
In 2005 bracht Van Veen haar eerste soloalbum uit, getiteld: Winter. In 2009 verscheen het vervolg hierop, Vertrouwelijk.
In juni 2025 bracht Van Veen samen met Katja Schuurman, waarmee ze in de jaren 90 samen onderdeel was van de meidenband Linda, Roos & Jessica, het nummer Fout feestje uit.

## Lijstduwer
Voor de Europese Parlementsverkiezingen van mei 2014 en de Tweede Kamerverkiezingen in 2017 stond Van Veen op de kandidatenlijst van de Partij voor de Dieren. Ook voor de Tweede Kamerverkiezingen van 2021 stond Van Veen op plek 41 van de PvdD-kandidatenlijst als lijstduwer.

## Discografie

### Albums
| Album met eventuele hitnotering(en) in de Nederlandse Album Top 100 | Datum van verschijnen | Datum van binnenkomst | Hoogste positie | Aantal weken | Opmerkingen |
| ------------------------------------------------------------------- | --------------------- | --------------------- | --------------- | ------------ | ----------- |
| Winter                                                              | 2005                  | -                     |                 |              |             |
| Vertrouwelijk                                                       | 2009                  | 22-08-2009            | 59              | 1            |             |

### Singles
| Single met eventuele hitnotering(en) in de Nederlandse Top 40 | Datum van verschijnen | Datum van binnenkomst | Hoogste positie | Aantal weken | Opmerkingen                                                                 |
| ------------------------------------------------------------- | --------------------- | --------------------- | --------------- | ------------ | --------------------------------------------------------------------------- |
| Samen                                                         | 1993                  | -                     | -               | -            | in 1996 bracht Clouseau het nummer uit op het album Adrenaline              |
| Koningslied                                                   | 19-04-2013            | 27-04-2013            | 2               | 4            | als onderdeel van Nationaal Comité Inhuldiging / Nr. 1 in de Single Top 100 |
| Kleine strijder                                               | 2016                  | 30-01-2016            | tip18           | -            |                                                                             |

| Single met hitnotering(en) in de Vlaamse Ultratop 50 | Datum van verschijnen | Datum van binnenkomst | Hoogste positie | Aantal weken | Opmerkingen                                    |
| ---------------------------------------------------- | --------------------- | --------------------- | --------------- | ------------ | ---------------------------------------------- |
| Koningslied                                          | 2013                  | 11-05-2013            | 41              | 1            | als onderdeel van Nationaal Comité Inhuldiging |

## Privéleven
Op 28 augustus 1998 trouwde Van Veen met oud AVRO Hilversum 3 en Radio 3 dj en tv-presentator Bas Westerweel. Samen hebben ze twee zonen. Ze waren woonachtig in Maarssen. Op 28 november 2010 maakte ze via een persbericht op haar website bekend dat ze gingen scheiden.
Babette is een dochter van zanger Herman van Veen en de halfzus van kleinkunstzangeres Anne van Veen.